# Santalla de Rei
Santalla de Rei és una parròquia que pertany al municipi gallec d'A Pobra do Brollón, a la província de Lugo.

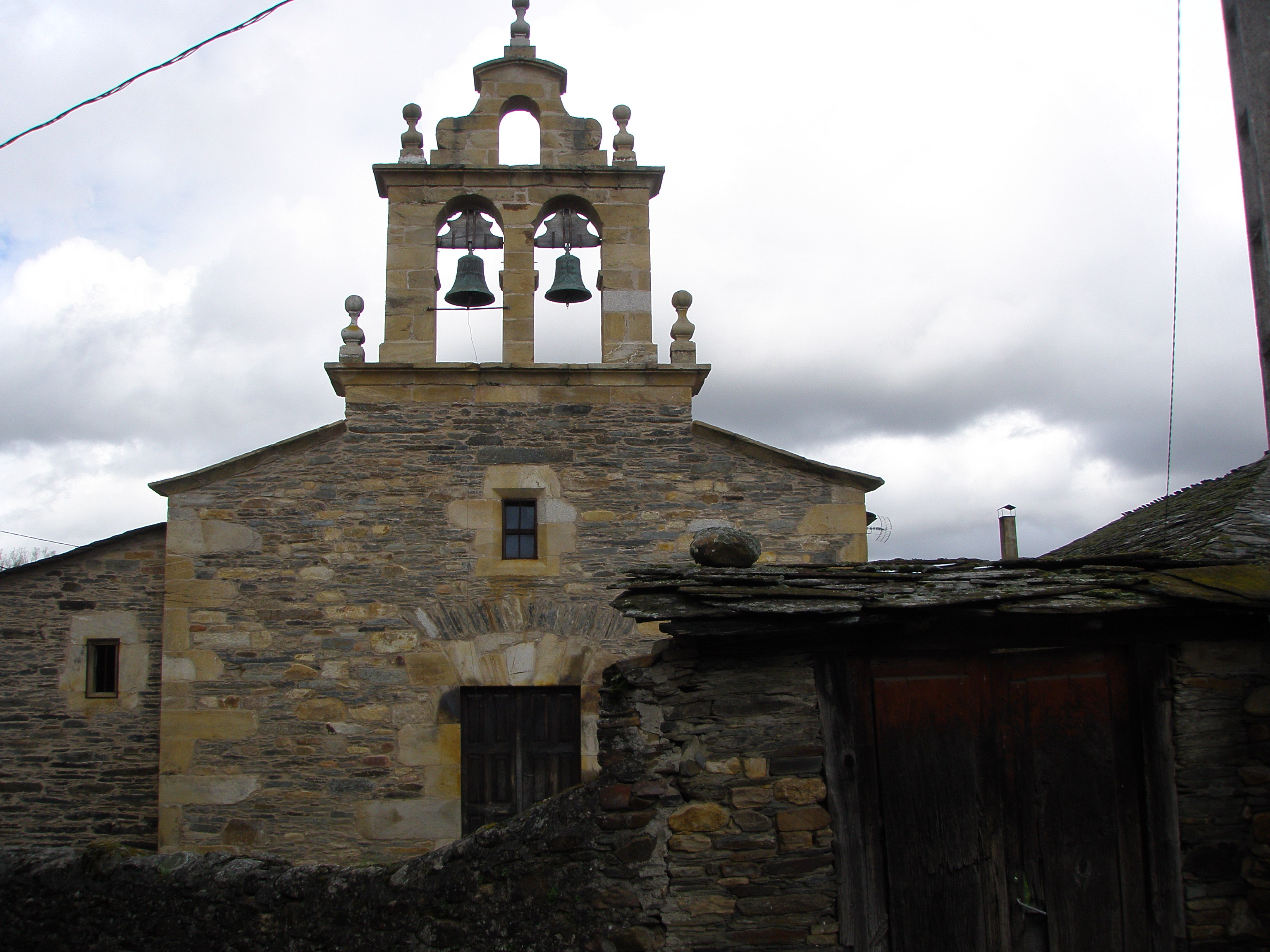
Església de Santalla

Està delimitada per les parròquies de Veiga al nord, Castrosante a l'est, Eixón al sud i Piño a l'oest. Està situada a uns 57 km de la capital provincial i a 6 km d'A Pobra do Brollón. Està banyada pel Cabe.
L'any 2018 la seva població era de 29 habitants, segons dades de l'IGE, distribuïts en dues entitats de població: A Ribeira i O Reguengo. La seva superfície és de tan sols 1,75 km² i la seva densitat de població, de 16,59 hab/km².
Cal destacar l'església parroquial de Santa Eulàlia (Santalla en gallec), del segle xvii, que conserva un retaule de 1697. També és important el Molí de Folla, al marge del Cabe, que actualment no s'utilitza com a tal. Les seves festes se celebren en honor de Santa Llúcia (Santa Lucía), el penúltim dissabte del mes d'agost. Antigament era una de les romeries més importants de la Terra de Lemos.